# Rosario Granados
Rosario Fiaschi Granados (auch Charito Granados; * 12. März 1925 in Buenos Aires, Argentinien; † 25. März 1997 in Mexiko-Stadt, Mexiko) war eine mexikanische Schauspielerin. Sie war Teil des Goldenen Zeitalters des mexikanischen Kinos.

## Leben
Rosario Granados wurde 1925 in Buenos Aires als Tochter eines Chilenen und einer Mexikanerin geboren.
Nach einer kurzen Karriere am argentinischen Theater und Film, in deren Rahmen sie in dem Film La Casa de los millones (1942) mitwirkte, beschloss sie auf Einladung des Komikers Mario Moreno Cantinflas, nach Mexiko zu reisen und gab ihr Debüt in dem Film Rosa de las nieves (1944).
1989 hatte sie ihren letzten Fernsehauftritt in der Serie Simplemente María und 1990 verabschiedete sie sich mit dem Film Funerales del Terror von der Schauspielerei. Ihre letzten Jahre verbrachte sie mit ihrer Familie in Mexiko-Stadt, wo sie am 25. März 1997 an einem Herzinfarkt starb.
Sie war mindestens zweimal verheiratet: Roberto Gavaldón und Raúl Martínez Solares (1952–1954).

## Filmografie
- 1946: Camino de Sacramento
- 1947: Die kniende Göttin (La Diosa Arrodillada)
- 1948: Las Aguas Bajan Negras
- 1949: Der große Lebemann (El gran Calavera)
- 1952: Eine Frau ohne Liebe (Una Mujer Sin Amor)
- 1953: Esos de Pénjamo
- 1954: Para Siempre
- 1954: Retorno a la juventud
- 1955: La Vida No Vale Nada
- 1955: Magdalena
- 1979: Julia
- 1989: Simplemente María
- 1990: Funerales del terro